# Davi Calil
Davi Calil é um quadrinista, ilustrador e arte-educador brasileiro. Já trabalhou na revista Mad e no design de personagens para a a série animada Historietas Assombradas (para Crianças Malcriadas), exibida pelo Cartoon Network Brasil. Entre suas obras, estão Uma Noite em L'Enfer, Quaisqualigundum (com Roger Cruz) e Turma da Mata: Muralha (com Roger Cruz e Artur Fujita). Em 2013, Calil fundou, junto com Greg Tocchini e Artur Fujita, um coletivo de quadrinhos chamado Dead Hamster, com o objetivo de publicar quadrinhos alternativos. Em 2015, Calil ganhou o Troféu HQ Mix na categoria "melhor publicação independente edição única" pelo romance gráfico Quaisqualigundum.